# Het aardmanneke
Het aardmanneke of Het aardmannetje is een sprookje uit Kinder- und Hausmärchen, de verzameling van de gebroeders Grimm, met als nummer KHM91. De oorspronkelijke naam is Dat Erdmänneken.

## Het verhaal
Een koning heeft drie dochters en hij houdt erg van bomen, vooral van een appelboom. Degene die een appel plukt, wordt honderd vadem diep onder de grond getoverd. In de herfst worden de appels rood en de takken hangen tot aan de grond, nooit vinden de dochters een afgewaaide appel op de grond. Op een dag pakt de jongste dochter een appel van de boom en vertelt haar zussen dat hun vader te veel van hen houdt om de betovering uit te voeren. Dit geldt alleen voor vreemden en ze laat haar zusjes proeven. De drie zakken weg in de grond en geen haan kraait er naar. De koning merkt 's middags dat zijn dochters zijn verdwenen en belooft degene die ze kan vinden een van hen tot vrouw. Drie jagersjongens zoeken ook en vinden een groot kasteel met gedekte tafels, maar er is geen mens te zien. Ze wachten een tijd en eten dan, ze besluiten in het kasteel te blijven. Twee zullen zoeken en ze loten er om, de oudste blijft achter. Er komt een heel klein mannetje en hij vraagt om brood, de oudste snijdt er wat af en reikt het aan. Het mannetje laat het vallen en vraagt of hij het wil oprapen, als hij dit doet slaat het mannetje hem met een stok.
De volgende dag blijft de middelste jager in het kasteel en hem gebeurt hetzelfde, hij praat erover met de oudste broer. Ze besluiten de jongste niets te vertellen want ze mogen domme Hans niet, omdat hij niet zo snugger is. Hans blijft thuis en het mannetje komt en vraagt om brood. Als het mannetje het brood laat vallen, vraagt Hans of hij het niet zelf kan oprapen. Het mannetje wordt woedend en Hans geeft hem slaag, waarna het mannetje smeekt om op te houden. Hij zal vertellen waar de koningsdochters zijn. Het mannetje vertelt dat hij een aardmannetje is en dat er meer dan duizend zoals hem zijn. Hij wijst de jongen naar een diepe put zonder water en vertelt dat hij de opdracht alleen moet uitvoeren als hij de koningsdochters wil verlossen. Met een hartsvanger en een bel moet de jongen in een mand gaan zitten en zich laten zakken. Hij vindt drie kamers en in elke kamer zit een koningskind een veelkoppige draak te luizen. Hij moet de koppen van de draken afslaan heeft het aardmannetje verteld.
Als de broers thuiskomen vertelt de jongste wat er is gebeurd. De volgende dag gaan ze naar de put en ze loten wie het eerst in de mand zal plaatsnemen om zich te laten zakken. De oudste wordt geloot en hij zegt hem snel op te halen als de bel klinkt. Dit herhaalt zich bij de tweede broer en dan laat de jongste zich zakken. Hij hoort de draak snurken en pakt zijn hartsvanger, hij slaat de negen koppen af en de koningsdochter kust hem en hangt haar borstversiering om zijn nek. In de tweede kamer ziet hij een draak met zeven koppen en ook deze koningsdochter verlost hij, waarna de jongste dochter wordt verlost van een vierkoppige draak. Hij belt en zet de meisjes in de mand, waarna ze omhoog getakeld worden. Dan legt hij een grote steen in de mand, omdat hij zich herinnert dat het aardmannetje hem waarschuwde voor de slechte bedoelingen van zijn broers. Halverwege wordt het touw doorgesneden en de mand valt naar beneden, de broers nemen de meisjes mee.
De meisjes moeten beloven dat ze hun vader zeggen dat de twee broers hen hebben verlost en ze vragen de koning hun vrouw als beloning. De jongste broer ziet een fluit hangen en blaast na hier een tijd een wijsje op. Vele aardmannetjes komen, bij elke toon verschijnt er een nieuwe. Ze pakken hem bij zijn haren en brengen hem naar het zonlicht terug. Hij gaat naar het paleis en als de meisjes hem zien, vallen ze flauw. De koning laat hem opsluiten omdat hij denkt dat hij hen kwaad heeft gedaan. Maar de meisjes smeken hun vader de jongen te laten aan, ze zeggen niks te mogen vertellen. Dan zegt hun vader dat ze het maar aan de kachel moeten vertellen. Hij luistert stiekem aan de deur en laat de twee broers aan de galg hangen, de jongste broer krijgt de jongste dochter. Dan trekt de verteller twee glazen schoenen aan, hij stoot tegen een steen en toen waren ze stuk.

## Achtergronden bij het verhaal
- Het sprookje komt uit Paderborn en was opgetekend in dialect.
- Het verhaal kwam in Azië en heel Europa veelvuldig voor. In enkele varianten wordt de jongen uit de put gered en naar de bovenwereld gebracht door een vogel die hij onderweg met zijn eigen vlees moet voeden. In andere varianten vindt de jongen de weg naar de drakenput via de bloedsporen van het gewonde aardmannetje.
- Het sprookje is verwant met het Engelse epos Beowulf, de Siegfried-sage en de sprookjes De jonge reus (KHM90) en Sterke Hans (KHM166).
- De put komt in veel sprookjes voor, zie bijvoorbeeld Vrouw Holle (KHM24). De put staat vaak symbool voor de onderwereld.
- Het kleine, grijze of oude mannetje treedt vaak op als helper van de mens, maar kan ook boosaardig zijn. Denk ook aan een kabouter, dwerg, gnoom, trol of onderaardse geest. Zie hiervoor ook De drie mannetjes in het bos (KHM13), Het zingende botje (KHM28), De kabouters (KHM39), Repelsteeltje (KHM55), De bijenkoningin (KHM62), De gouden gans (KHM64), Het water des levens (KHM97), De geest in de fles (KHM99), De jood in de doornstruik (KHM110), Vogel Grijp (KHM165), Sterke Hans (KHM166) en De geschenken van het kleine volkje (KHM182).
- Het grappige einde, wat de toehoorder weer terugbrengt in de normale wereld, komt vaak voor in de volkstraditie. Zie ook Hans viert bruiloft (KHM84), De twee koningskinderen (KHM113), Het snuggere snijdertje (KHM114) en De zes dienaren (KHM134).
- Achtergelaten worden in een put en een attribuut vinden waarmee wensen vervuld kunnen worden, komt ook voor in Het blauwe licht (KHM116).
- Appels spelen in veel verhalen een rol, denk bijvoorbeeld aan de Gouden appels van de Hesperiden of de appels der jeugd van Iðunn. Ook in Van de wachtelboom (KHM47) en Sneeuwwitje (KHM53) spelen appels een rol. Denk ook aan de appel van Eva.
- Zie ook De aardmannetjes en Sommeltjes.
- In De twee gebroeders (KHM60) komt ook een veelkoppige draak voor.